# Raymond Sawada
Raymond Masao „Ray“ Sawada (* 19. Februar 1985 in Richmond, British Columbia; † 10. April 2023 ebenda) war ein kanadischer Eishockeyspieler, der im Verlauf seiner aktiven Karriere zwischen 2004 und 2016 unter anderem 354 Spiele in der American Hockey League (AHL) auf der Position des rechten Flügelstürmers bestritten hat. Zudem absolvierte Sawada elf Spiele für die Dallas Stars in der National Hockey League (NHL) und war kurzzeitig für den finnischen Traditionsklub Tappara Tampere aktiv.

## Karriere

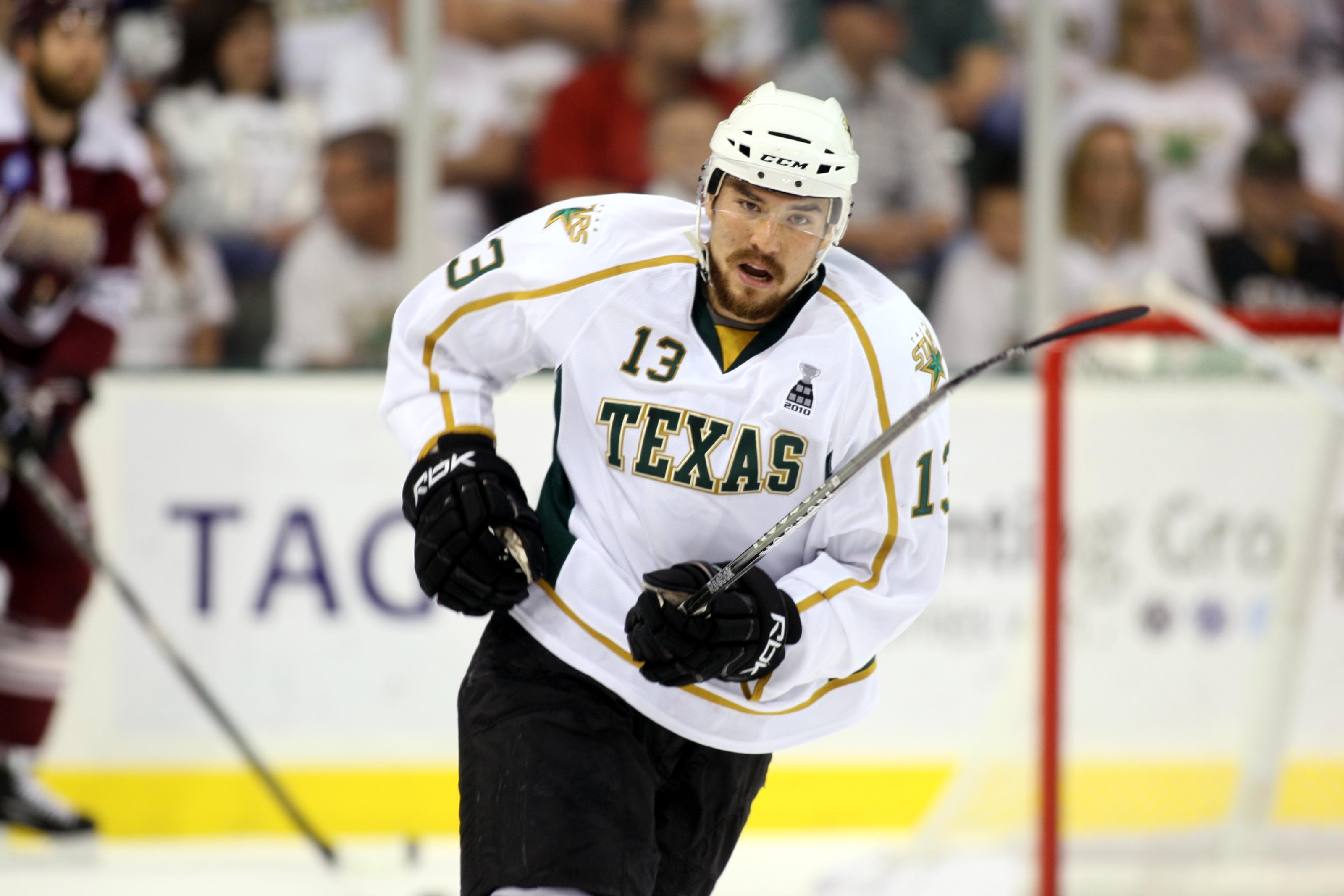
Sawada im Trikot der Texas Stars (2010)

Sawada begann seine Karriere als Eishockeyspieler bei den Nanaimo Clippers, für die er in der Saison 2003/04 in der British Columbia Hockey League (BCHL) aktiv war und sich dort die Auszeichnung zum Rookie des Jahres der Coastal Conference sicherte. Zudem gewann er mit der Mannschaft die Ligameisterschaft in Form des Fred Page Cups. Anschließend wurde der Flügelstürmer im NHL Entry Draft 2004 in der zweiten Runde als insgesamt 52. Spieler von den Dallas Stars aus der National Hockey League (NHL) ausgewählt. Daraufhin spielte er – parallel zu seinem Studium – vier Jahre lang für die Mannschaft der Cornell University in der National Collegiate Athletic Association (NCAA), mit denen er im Jahr 2005 die Meisterschaft der ECAC Hockey errang.
Nach Abschluss seines Studiums wurde der Kanadier gegen Ende der Saison 2007/08 von den Dallas Stars unter Vertrag genommen und erstmals im damaligen Farmteam Iowa Stars in der American Hockey League (AHL) eingesetzt. In der folgenden Spielzeit wurde Sawada – weiterhin in der AHL – allerdings bei den Manitoba Moose eingesetzt, da die Stars in der Spielzeit 2008/09 keinen eigenen AHL-Kooperationspartner besaßen und ihre daher Nachwuchskräfte auf verschiedene Teams verteilen mussten. Im Februar 2009 gab er beim Heimspiel gegen die Edmonton Oilers sein Debüt in der NHL, wo er schließlich zu fünf Einsätzen kam. In den folgenden drei Spielzeiten war der Angreifer für die Texas Stars in der AHL aktiv und bestritt in diesem Zeitraum lediglich sechs weitere NHL-Spiele für Dallas.
Im Verlauf der Saison 2011/12 wurde Sawada im März 2012 von den Stars an die St. John’s IceCaps aus der AHL abgegeben, die ihn zur Spielzeit 2012/13 schließlich fest für ein Jahr verpflichteten. Zuvor war sein Vertrag in Dallas ausgelaufen und er galt somit als Free Agent. Zum Beginn der Saison 2013/14 wechselte Sawada zu den Colorado Eagles in die ECHL, für die er in 18 Spielen auf dem Eis stand. Im Dezember 2013 wechselte er nach Europa zum finnischen Liiga-Teilnehmer Tappara Tampere, wo er bis zum Ende der Saison unter Vertrag stand und mit dem Team nach der Finalniederlage gegen Oulun Kärpät die Vizemeisterschaft errang. Es folgte jeweils ein Jahr beim nordirischen Hauptstadtklub Belfast Giants aus der britischen Elite Ice Hockey League (EIHL), ehe er im September 2015 vom japanischen Verein Ōji Eagles aus der Asia League Ice Hockey (ALIH) verpflichtet wurde. Im Sommer 2016 beendete der 31-Jährige seine aktive Karriere.
Sawada verstarb im April 2023 im Alter von 38 Jahren in seiner Geburtsstadt Richmond in der Provinz British Columbia an den Folgen eines Herzinfarkts, den er während eines Eishockeyspiels erlitten hatte.

## Erfolge und Auszeichnungen
- 2004 Fred-Page-Cup-Gewinn mit den Nanaimo Clippers
- 2004 BCHL Coastal Rookie of the Year
- 2005 Whitelaw-Cup-Gewinn mit der Cornell University
- 2014 Finnischer Vizemeister mit Tappara Tampere

## Karrierestatistik
(Legende zur Spielerstatistik: Sp oder GP = absolvierte Spiele; T oder G = erzielte Tore; V oder A = erzielte Assists; Pkt oder Pts = erzielte Scorerpunkte; SM oder PIM = erhaltene Strafminuten; +/− = Plus/Minus-Bilanz; PP = erzielte Überzahltore; SH = erzielte Unterzahltore; GW = erzielte Siegtore; 1 Play-downs/Relegation; Kursiv: Statistik nicht vollständig)